# Cycloneritimorpha
Cycloneritida
Ordre
Synonymes
- Cycloneritida

Les Cycloneritimorpha sont un ordre de mollusques gastéropodes.
Cet ordre est considéré comme invalide par le WoRMS qui lui préfère l'ordre des Cycloneritida.

## Synonymes
- Cycloneritida

## Taxonomie
Selon World Register of Marine Species (14 avril 2016) :
- super-famille Helicinoidea Férussac, 1822
  - famille Dawsonellidae Wenz, 1938 †
  - famille Deianiridae Wenz, 1938 †
  - famille Helicinidae Férussac, 1822
  - famille Neritiliidae Schepman, 1908
  - famille Proserpinellidae H. B. Baker, 1923
  - famille Proserpinidae Gray, 1847
- super-famille Hydrocenoidea Troschel, 1857
  - famille Hydrocenidae Troschel, 1857
- super-famille Neritoidea Rafinesque, 1815
  - famille Neridomidae Bandel, 2008 †
  - famille Neritidae Rafinesque, 1815
  - famille Parvulatopsidae Gründel, Keupp & Lang, 2015 †
  - famille Phenacolepadidae Pilsbry, 1895
  - famille Pileolidae Bandel, Gründel & Maxwell, 2000 †
- super-famille Neritopsoidea Gray, 1847
  - famille Cortinellidae Bandel, 2000 †
  - famille Delphinulopsidae Blodgett, Frýda & Stanley, 2001 †
  - famille Globocornidae Espinosa & Ortea, 2010
  - famille Neritopsidae Gray, 1847
  - famille Plagiothyridae Knight, 1956 †
  - famille Pseudorthonychiidae Bandel & Frýda, 1999 †
  - famille Titiscaniidae Bergh, 1890
- super-famille Symmetrocapuloidea Wenz, 1938 †
  - famille Symmetrocapulidae Wenz, 1938 †

## Galerie

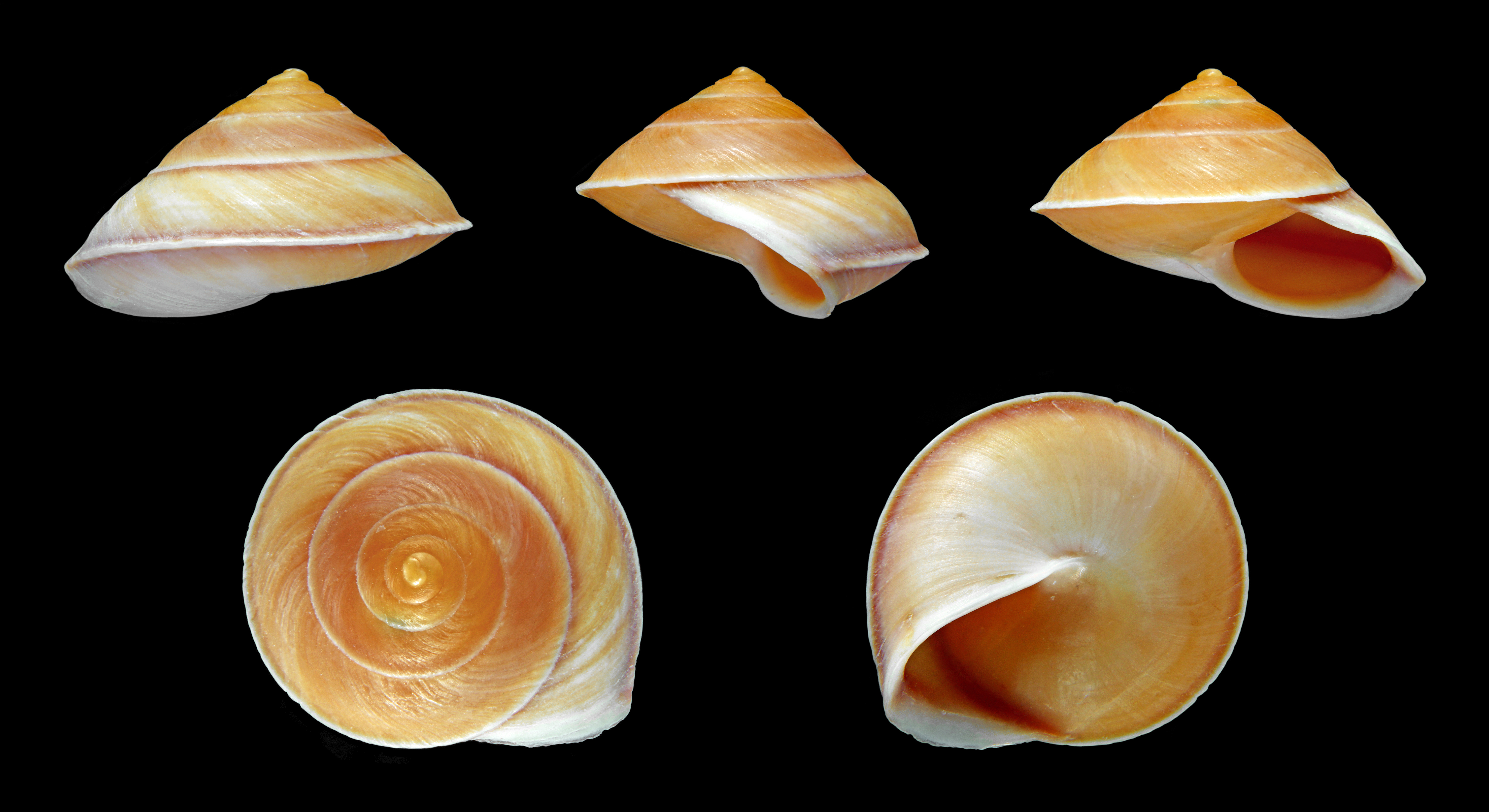
Geophorus agglutinans (Helicinidae).
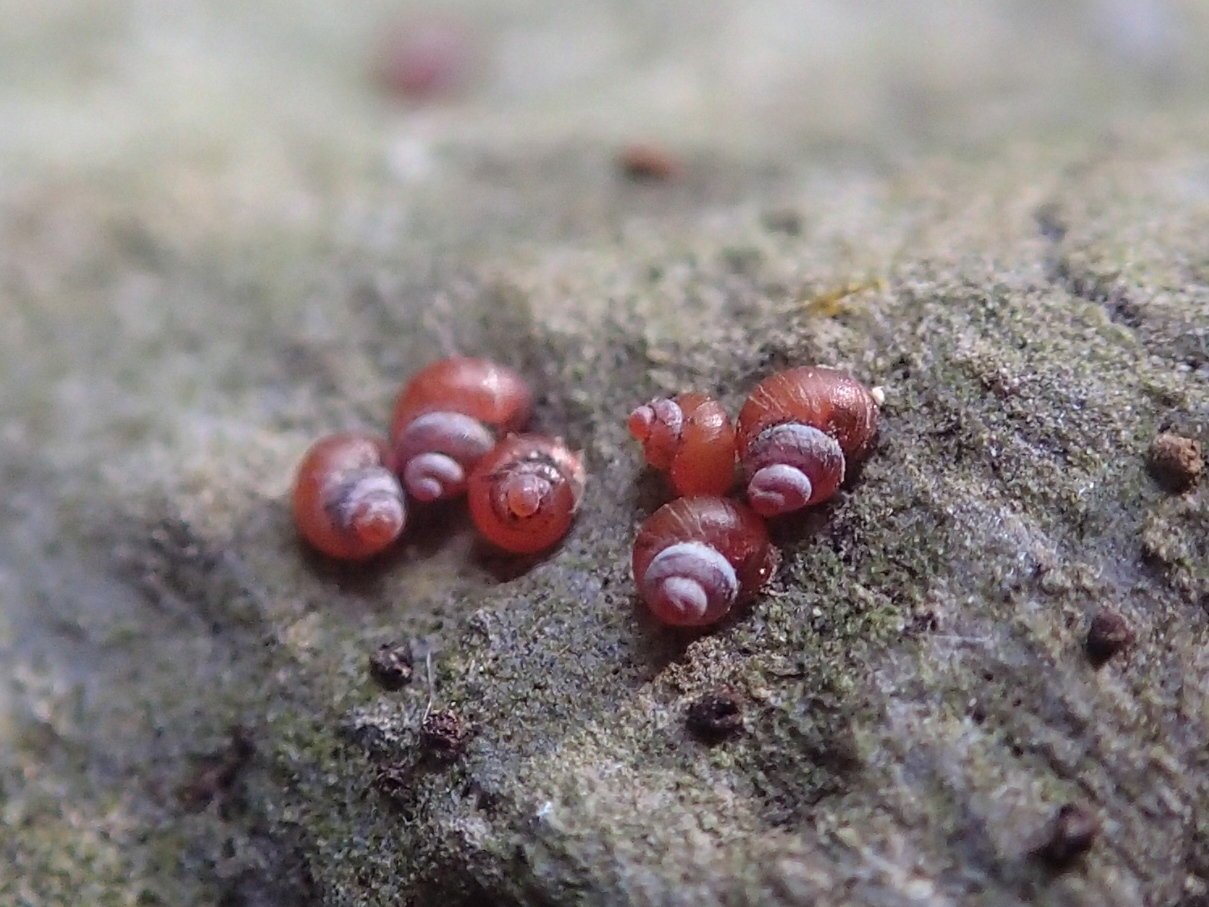
Georissa shikokuensis (Hydrocenidae).
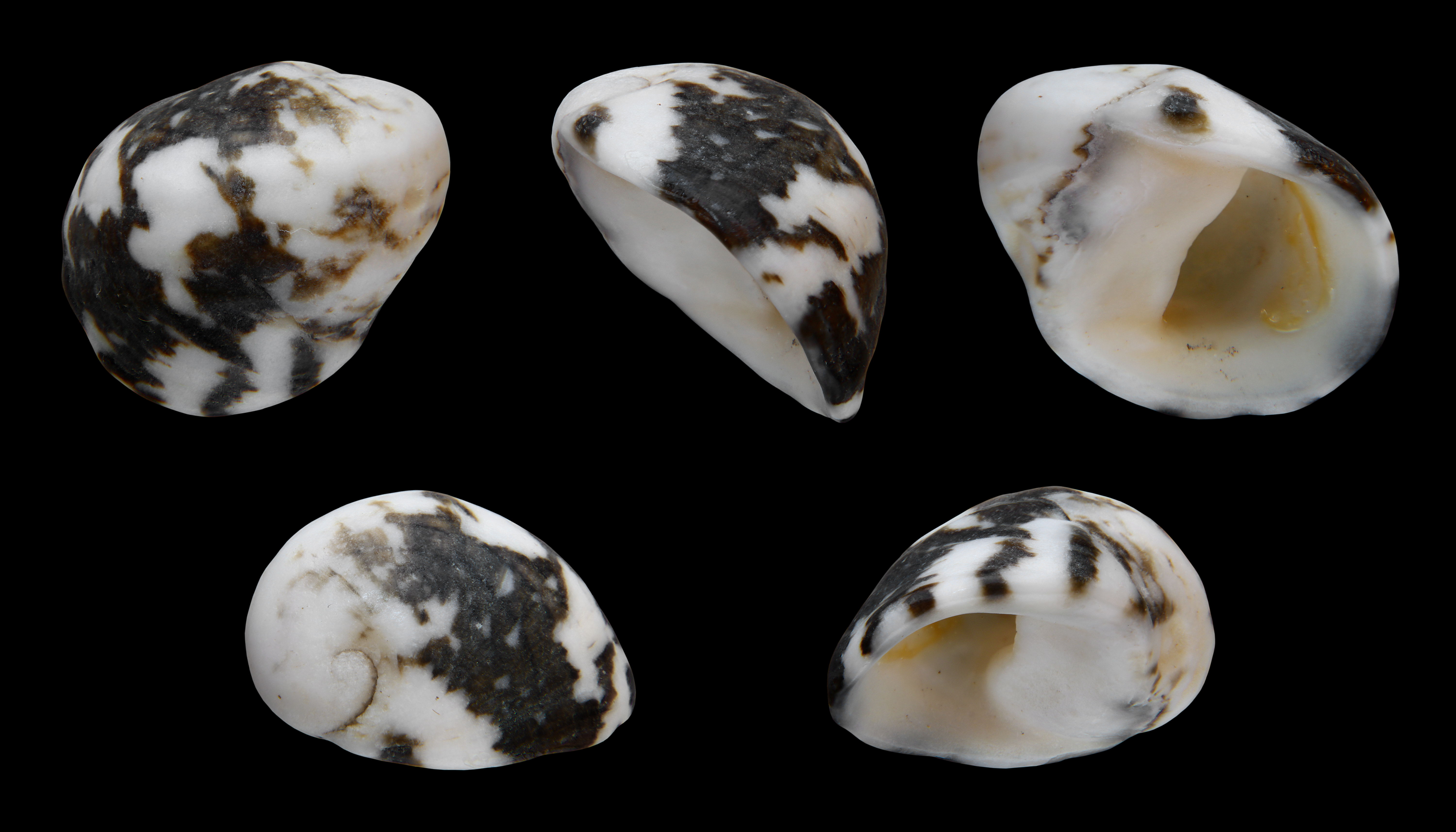
Nerita sanguinolenta (Neritidae).
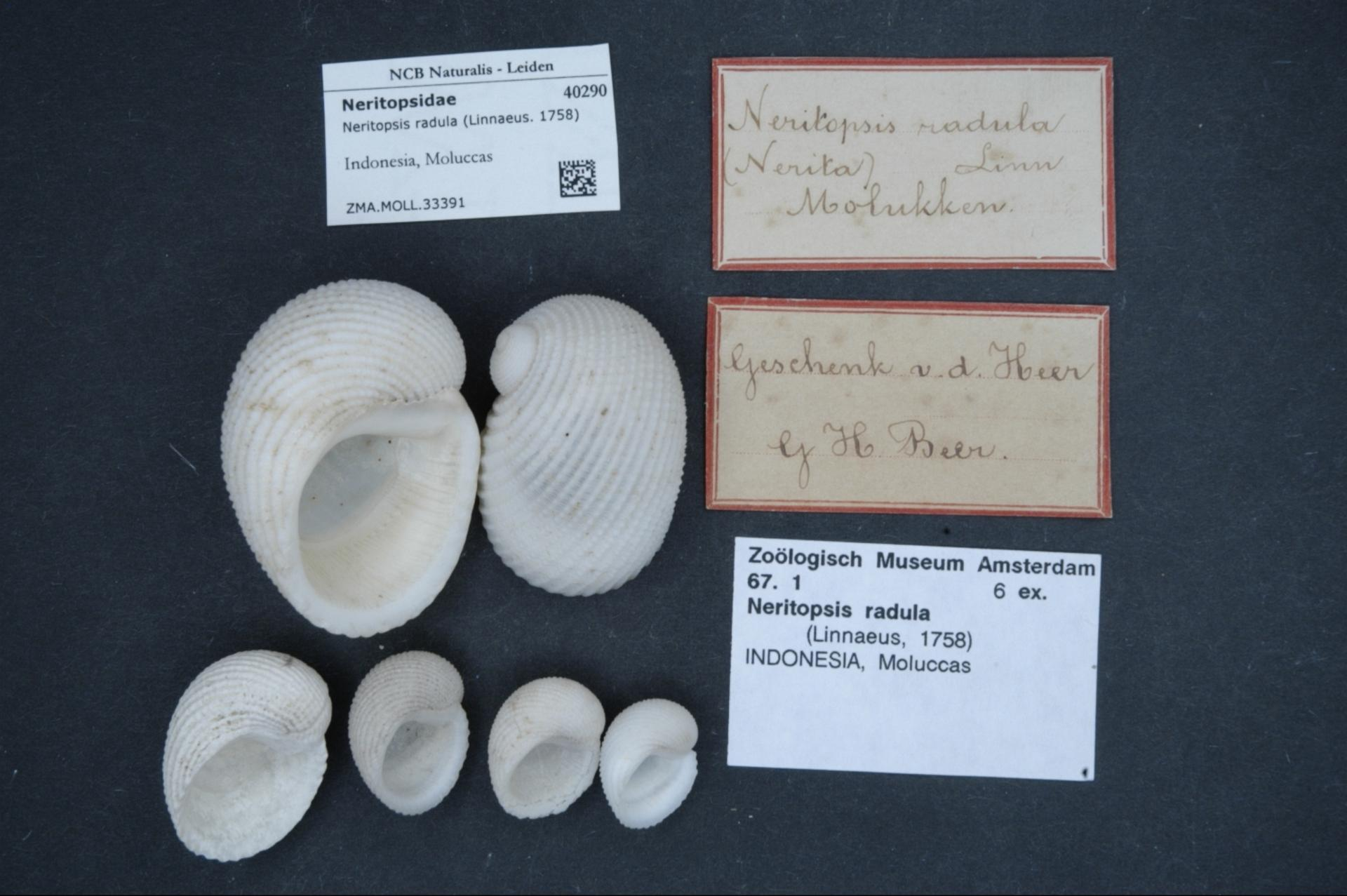
Neritopsis radula (Neritopsidae).
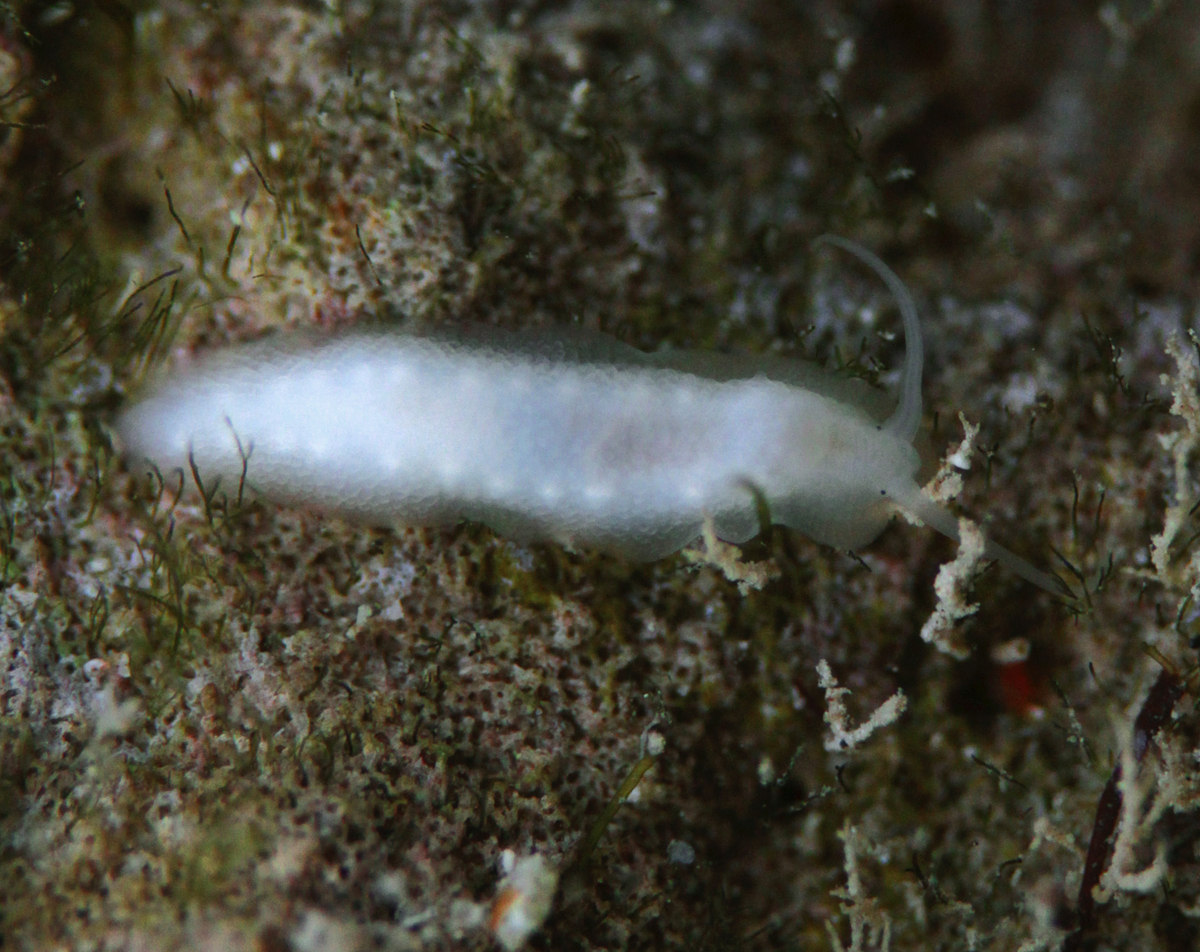
Titiscania limacina (Titiscaniidae).